# Hypsotingis
Hypsotingis is een geslacht van wantsen uit de familie van de Tingidae (netwantsen). Het geslacht werd voor het eerst wetenschappelijk beschreven door Carl John Drake in 1960.

## Soorten
Het genus bevat de volgende soorten:

- Hypsotingis columna Drake, 1960
- Hypsotingis kaindi Guilbert, 2006
- Hypsotingis multiplantae Guilbert, 2021